# Halvesbostel
Halvesbostel är en kommun och ort i Landkreis Harburg i förbundslandet Niedersachsen i Tyskland.
Kommunen ingår i kommunalförbundet Samtgemeinde Hollenstedt tillsammans med ytterligare sex kommuner.